# David Eddings
David Eddings (7 de juliol de 1931, Spokane, Washington - 2 de juny de 2009, Carson City (Nevada)) fou un escriptor nord-americà que publicà diverses sagues de novel·les best-sellers del gènere fantasia heroica. Leigh Eddings, la seua esposa, és la coautora no acreditada de molts dels seus primers llibres, però ell afirmà que va contribuir en tots ells. La va reconèixer com coautora acreditada a partir de 1990.

## Biografia
David Eddings nasqué el 1931 en Spokane, Washington, i cresqué en Puget Sound. En El còdex rivà escrigué un bon dia en Seattle com un dia "quan no plou cap amunt"; la pluja es convertí en una característica de moltes de les seues novel·les. Després de graduar-se de secundària el 1949, va treballar durant un any abans de graduar-se amb títol d'Oratòria, Drama i Anglès en la universitat. Eddings demostrà ràpidament tenir talent per a el drama i la literatura, guanyant un concurs nacional d'oratòria, i actuant com a actor principal en la majoria de les seues produccions de drama. Es graduà de pregrau en el Reed College el 1954 i postgrau de la Universitat de Washington el 1961. Escrigué una novel·la per a la seua tesi en el Reed College, abans de ser cridat a unir-se a l'exèrcit dels Estats Units.
Després de diversos anys com lector en universitats, com no rebé cap augment de salari, Eddings deixà el seu treball, es traslladà a Denver i trobà treball en una tenda de abarrots. A la mateixa vegada començà a treballar en la seua primera novel·la, L'alta cacera, una història de quatre joves que cacen cérvols. Com moltes de les seues següents novel·les, L'Alta cacera explora temes de maduresa i d'arribar a majoria d'edat. Eddings estava convençut que el seu futur era convertir-se en escriptor. Es traslladà a Spokane, on de nou va treballar en una tenda d'abarrotes per a cobrir les seues necessitats. Escrigué moltes novel·les que no van ser publicades, incloent L'ascens de Hunseeker, una història sobre escalar muntanyes i de la qual Eddings mateix va dir tan bon punt era "tan dolenta que fins a mi m'avorrí". Moltes de les seues següents novel·les es van semblar a L'alta cacera, històries d'aventura i tragèdies contemporànies. Els perdedors conta la història de Déu i el Dimoni, personificats en un indi borni i en Jake Flood; no va ser publicada fins a juny de 1992, després que Eddings tinguera fama com a autor, però va ser escrita en la dècada de 1970.
Eddings va entrar en el món de la fantasia gràcies a un esbós d'un mapa que va fer un matí abans d'anar a treballar. Aquest esbós es convertiria més tard en la base geogràfica del món de Aloria, però Eddings no s'adonaria fins a anys més tard. En veure una còpia d'El Senyor dels Anells, de J. R. R. Tolkien, en una llibreria, es diu que va murmurar per a si mateix "Açò segueix donant voltes per ací?" i es va sorprendre a l'assabentar-se que estava de fet en l'edició nombre setanta-vuit del llibre. Fou llavors quan Eddings s'adonà que el món de la fantasia podria ser prometedor per als seus talents i immediatament començà a treballar en el seu esbós oblidat.
Actualment viu en Carson City, Nevada, al sud-oest dels Estats Units. El 26 de gener de 2007 es va reportar que Eddings accidentalment cremà aproximadament una cambra de la seua oficina, que es trobava al costat de la seua casa, juntament amb el seu cotxe esportiu Excalibur i els manuscrits originals de la majoria de les seues novel·les. Estava drenant el tanc de gas del seu cotxe amb aigua quan se li va ocórrer prender un tros de paper i llençar-lo al toll per a veure si encara era inflamable. El 28 de febrer d'eixe mateix any, Leigh Eddings, l'esposa de David (nascuda Judith Leigh Schall), morí després d'una sèrie d'aturs cardíacs a l'edat de 69 anys.

## Obres literàries
Les cròniques de Belgarath és la primera sagazaga de fantasia d'Eddings. Es tracta d'un pentalogia que inclou les novel·les: La senda de la profecia, La reina de la fetilleria, La llum de l'orbe, El castell de la màgia i La ciutat de les tenebres. La continuació de la sagazaga és altra pentalogia, Les cròniques de Mallorea, que inclou: Els guardians de l'oest, El rei dels murgs, El senyor dels dimonis, La fetillera de Darshiva i La vident de Kell. Aquesta última va ser publicada en anglès als Estats Units i en el Regne Unit per Bantam. La sagazaga conta les aventures de Garion, Polgara, Belgarath i els seus companys.
La novel·la Elenium i la seua continuació El Tamuli estan situats en un univers diferent al de Les cròniques de Belgarath i Les cròniques de Mallorea. Aquestes sagues figuren al cavaller Pandión Falquián i als seus camarades. Novament, Elenium conté una joia màgica en la forma de Bhelliom o Rosa-blava, i narra una aventura. El contrariat Falquián no és l'arquetip d'un heroi, a pesar de ser el millor cavaller en el món. No hi ha un mag local, però si una interacció molt propera amb els déus pagans, un dels quals es converteix en la filla de Falquián, Danae, fent-li una estirada per a la imaginació teològica.
Després de l'èxit inicial d'Elenium, va ser obvi que una continuació li seguiria. Tant David com els seus lectors volien saber com li aniria a un home sense destinació amb una deessa com filla. Elenium és una trilogia que inclou: El tron de diamant, El cavaller del robí i La rosa de safir, i El Tamuli continua la història amb altra trilogia: Cúpules de foc, Els éssers fulgents i La ciutat oculta.
Després de publicar una novel·la de suspens, David va decidir concentrar-se de nou en la fantasia i, juntament amb la seua esposa, començà a treballar en Els somiadors, que consta de quatre volums: Els déus antics, L'atresorat, El congost de cristall i Els déus joves''. Aquest últim va ser publicat en 2006, encara que molts dels fans d'Eddings sentiren que no fou tan interessant com els seus llibres anteriors i que els personatges eren massa semblants als de Les cròniques de Belgarath.
La redempció d'Althalus és un simple conte d'un lladre que canvia els seus dolents hàbits. No obstant això, en la història mateixa havia un món de fantasia més estrany que gens del que Eddings o Leigh hagueren creat abans. Un grup de persones amb estranys talents van ser reunides en una casa on el temps no corre i que té portes que donen a qualsevol lloc en el món. El temps i els seus efectes en les relacions entre persones s'exploren durant l'aventura. Eddings volia explorar que passaria si tota la gent reunida després de formar llaços entre ells s'adonaren que tots estan connectats per sang: fills d'una deessa i el seu amant mortal. És un tema prèviament analitzat en Les cròniques de Belgarath: com els humans es creen i que com encara quan un animal és un ésser amb raciocini, un humà no se li acostaria i molt menys s'enamoraria d'ell llevat que tinga forma humana.
Quan Eddings crea mons per als seus personatges normalment comença per crear un mapa fictici, ho divideix per àrees, i el popula de diferents races humanes. Al crear diferents races humanes, Eddings usualment escull una raça o grup humà de la nostra història i després basa la seua raça o grup humà fictici d'ells, canviant els noms. Els exemples es poden observar en les seues diferents obres de fantasia. Gran part dels elements per a les sub-històries depenen de la tensió que es crea a l'unir forçosament a aquestes races.
Els individus pertanyents a cada raça tendeixen a ser representats molt àmpliament amb una o dues característiques estereotípiques molt distintives que normalment els defineix de ple. Per exemple, els Chereks són guerrers i molt donats a la beguda, els Sendars són de fiar-se i pràctics, etc. La majoria dels personatges són, al final, facetes de la mateixa personalitat base, amb una o dues característiques específiques. A alguns lectors no els agraden els personatges per açò, perquè creuen que tant estereotipe ratlla amb racisme, encara que les parelles interracials apareixen al llarg de les quatre històries i sempre hi ha personatges que van en contra de l'estereotip en ambdues sagues (Beltira & Belkira, els Alorns gentils; Ontrose, l'Arend de ment aguda; i El profeta cec, el Angarak amable).